# شعب ابی‌طالب
شعب ابی‌طالب، نام محلی مابین  دو کوه ابوقبیس و خندمه در نزدیکی شهر مکه است که پیامبر اسلام و پیروانش از اول محرم سال هفتم پیش از هجرت محمد، به مدت سه‌سال در آن در محاصره اقتصادی مخالفان خود قرار گرفتند و شرایط بسیار سختی را پشت سر گذاشتند.
براساس منابع اسلامی اعلامیه تحریم مسلمانان که بر روی پوست نوشته شده بود به اذن خداوند توسط موریانه‌ها خورده شده و فقط کلمهٔ الله باقی مانده بود و این حادثه باعث تمام شدن تحریم شده است.